# Великая Горянка
Великая Горянка (укр. Велика Горянка) — село в Лопушненской сельской общине Кременецкого района Тернопольской области Украины.
Код КОАТУУ — 6123481501. Население по переписи 2001 года составляло 454 человека.

## Географическое положение
Село Великая Горянка находится на берегу реки Горынь. Выше по течению примыкает село Волица, ниже по течению примыкает село Малая Горянка. Рядом проходит автомобильная дорога Т-2013.

## История
- 1867 год — дата основания.

## Объекты социальной сферы
- Школа I—II ст.

## Достопримечательности
- Братская могила советских воинов.